# Acalolepta basimaculata
Acalolepta basimaculata es una especie de escarabajo longicornio del género Acalolepta, tribu Monochamini, subfamilia Lamiinae. Fue descrita científicamente por Pic en 1944.
Se distribuye por Vietnam. Mide aproximadamente 24 milímetros de longitud.